# Aaron Milo
Aaron Milo (né le 28 septembre 1984  à Rockford, Illinois) est un acteur américain.

## Vie privée
Aaron Milo est homosexuel comme la plupart des acteurs de la saga Eating Out : Chris Salvatore, Daniel Skelton,Jim Verraros...

## Filmographie
- 2011 : Eating Out 4: Drama Camp de Q. Allan Brocka : Benji
- 2011 : Eating Out 5: The Open Weekend de Q. Allan Brocka : Benji